# Huánuco (region)
Huánuco er en region i det centrale Peru og grænser til La Libertad, San Martín Loreto og Ucayali mod nord, Ucayali mod øst, Pasco mod syd og Lima-regionen og Ancash mod vest. Hovedbyen hedder også Huánuco.
9°55′46″S 76°14′23″V / 9.9294°S 76.2397°V